# Vidyut Jamwal
Vidyut Jamwal (ur. 10 grudnia 1980 w Dżammu) – indyjski aktor filmowy oraz praktyk sztuk walki. Znany przede wszystkim z występów w filmach bollywoodzkich oraz produkcjach z gatunku kina sensacyjnego. Przez media okrzyknięty „gwiazdorem filmów akcji nowej ery”.

## Życiorys
Syn pary oficerów wojskowych. Pod naciskiem matki od trzeciego roku szkolony był w sztukach walki. Do trzynastego roku życia mieszkał i trenował w aśramie. Uzyskał stopień mistrza sztuk walki, zyskał sławę w świecie sportu i zaczął podróżować po świecie, uczestnicząc w specjalnych pokazach. W 2008 roku przeprowadził się do Mumbaju, by rozpocząć karierę aktorską. Przez niedługi czas pracował jako model. Wkrótce potem reżyser Nishikant Kamat zaangażował go do roli Vishnu w filmie akcji Force (2011). Jamwal został obsadzony po jednym tylko spotkaniu z dyrektorami castingu i pokonał blisko pięciuset innych konkurentów. By efektowne prezentować się na tle innego obsadzonego w filmie aktora, Jamwal przeszedł przez serię żmudnych treningów.
Występ w Force przyniósł mu nagrodę dla najbardziej obiecującego debiutanta. Partnerował Nandamuriemu Tarace Rama Rao w filmach Shakti oraz Oosaravelli z 2011 roku. Następnie powierzono mu główną rolę w filmie sensacyjnym Commando (2013). Jamwal wystąpił w nim jako kapitan Karanvir Singh Dogra, członek wojsk lądowych Indii, pojmany przez chińską armię i okrutnie torturowany. Wystąpił w filmach akcji Bullett Raja (2013) oraz Anjaan (2014). Wiosną 2016 pojawił się w teledysku do utworu „Tumhe Dillagi” pakistańskiego piosenkarza Rahata Fateha Ali Khana.
Znany z muskularnej budowy ciała, przez media określony został jako jeden z „najseksowniejszych mężczyzn świata”.

## Filmografia
- 2011: Force jako Vishnu
- 2011: Shakti jako młodszy syn Faqtooniego
- 2011: Drugie śniadanie Stanleya (Stanley Ka Dabba) jako narzeczony Rosy Miss
- 2011: Oosaravelli jako Irfan Bhai
- 2012: Billa 2 jako Dimitri
- 2012: Thuppakki jako lider uśpionej komórki
- 2013: Commando jako kapitan Karanvir Singh Dogra
- 2013: C.I.D., odcinek Commando jako kapitan Karanvir Singh Dogra
- 2013: Bullett Raja jako Munna
- 2014: Anjaan jako Chandru
- 2017: Commando 2 jako kapitan Karanvir Singh Dogra
- 2017: Yaara
- 2017: Baadshaho

## Nagrody i wyróżnienia
- 2012, International Indian Film Academy:
  - nagroda IIFA w kategorii najlepszy debiutant (za występ w filmie Force)[12]
  - nominacja do nagrody IIFA w kategorii najlepszy występ w roli czarnego charakteru (Force)[12]
- 2012, Filmfare Awards:
  - nagroda Filmfare w kategorii najlepszy debiutant (Force)[12]
- 2013, Filmfare Awards South:
  - nominacja do nagrody Filmfare, przyznawanej przez tamilski przemysł filmowy, w kategorii najlepszy aktor drugoplanowy (Thuppakki)[12]
- 2013, South Indian International Movie Awards:
  - nagroda SIIMA – Tamil w kategorii najlepszy występ w roli czarnego charakteru (Thuppakki)[12]
- 2014, Zee Cine Awards:
  - nagroda specjalna, przyznana Jamwalowi jako „nowemu obliczu nadziei”[12]
- 2015, South Indian International Movie Awards:
  - nagroda SIIMA – Tamil w kategorii najlepszy aktor drugoplanowy (Anjaan)[12]